# アローカナ

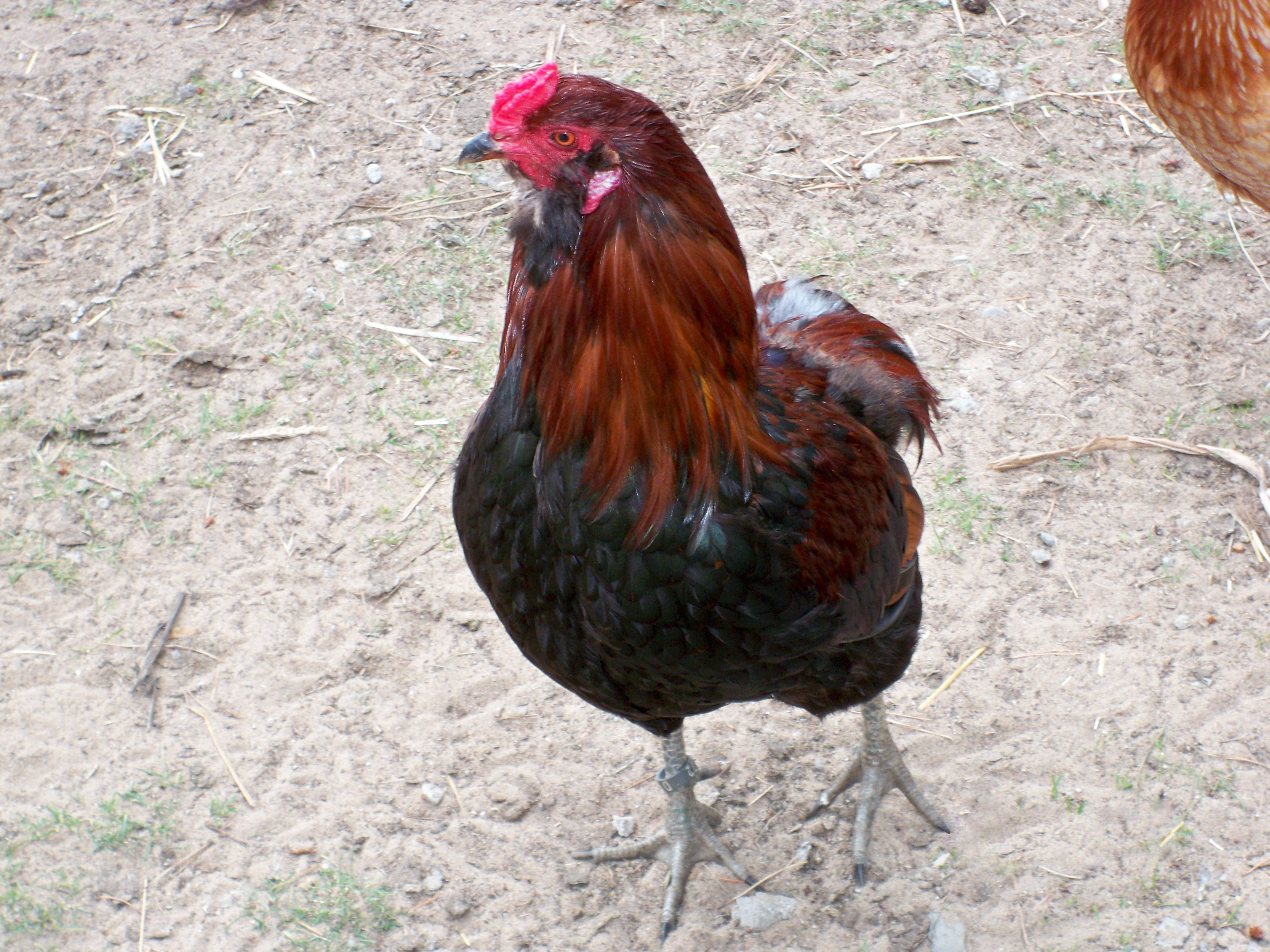
アローカナの雄鶏

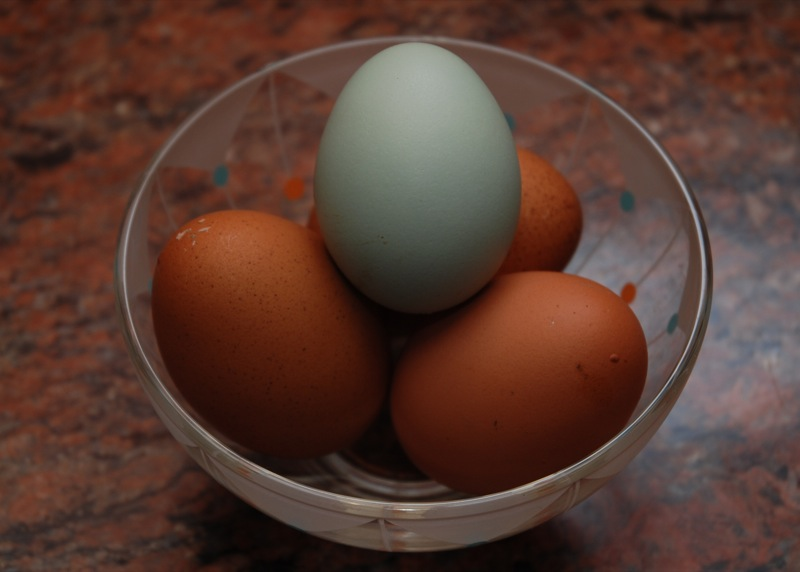
アローカナの卵(中央)

アローカナ (Araucana) は、南アメリカのチリ原産のニワトリの品種である。殻の色が薄い水色をした卵を産む。

## 概要
チリのアラウカノ族 (Araucanos) が飼育していた種であるコロンカとクエトロを交配選抜して得られた品種であるため、アローカナ (Araucana) と名付けられた。特徴的な大きい耳羽を持つ。尾はない。